# Psych 3: This Is Gus
Psych 3: This Is Gus è una commedia misteriosa americana del 2021. Sequel diretto del secondo film del 2020 e terzo capitolo della serie di film Psych, basata sull'omonima serie drammatica di USA Network, il film è stato distribuito il 18 novembre 2021 sul servizio di streaming Peacock. James Roday, Dulé Hill, Timothy Omundson, Maggie Lawson, Kirsten Nelson e Corbin Bernsen hanno ripreso tutti i loro ruoli della serie e dei due film precedenti, con l'apparizione anche dell'attore Kurt Fuller e della precedente guest star Curt Smith. Il film è stato diretto dal creatore della serie Steve Franks, che ha co-scritto la sceneggiatura con Roday, e prevede di produrre altri tre sequel, per un totale di sei film.

## Produzione
Il 13 maggio 2021, Peacock ha annunciato il film, con l'inizio della produzione previsto per l'estate. Il 9 ottobre 2021 al Comic Con di New York, è stato annunciato che il film sarebbe stato presentato in anteprima il 18 novembre 2021. Insieme al cast principale di ritorno, Kurt Fuller ha ripreso il ruolo di Woody Strode e Curt Smith è tornato nei panni di se stesso.

## Trama
Buzz sta per arrestare un presunto assassino quando Lassiter interviene improvvisamente, dichiarando che l'uomo è stato incastrato dal suo avvocato. In realtà, Lassiter sta ricevendo istruzioni da Shawn attraverso un auricolare, ma quando Shawn si distrae da una discussione con Gus, Lassiter finisce per fare confusione e lascia che Buzz proceda con l'arresto del legale. Shawn e Gus cercano di convincere Lassiter a cavarsela da solo senza il loro aiuto, ma Lassiter insiste sul fatto che ha ancora bisogno di loro perché il dipartimento di polizia vuole cacciarlo. Successivamente, visitano Henry per discutere della situazione di Lassiter e Shawn confida a suo padre anche le proprie preoccupazioni riguardo al distacco con Gus. Nel frattempo, Shawn e Gus si occupano dei preparativi per il matrimonio di Gus, ma scoprono che la futura moglie di Gus, Selene, è segreta e misteriosa riguardo al suo passato. Shawn cerca di ottenere informazioni su Selene, ma viene respinto da Juliet e Karen. Tuttavia, riesce a scoprire che Selene ha una sorella, Whitney. Quando Shawn e Gus cercano di trovare Whitney, scoprono che è stata assunta da Selene per fingersi sua sorella e nascondere il suo passato oscuro. Dopo una serie di eventi, Shawn e Gus scoprono che Selene e il marito, Alan, sono coinvolti in un'indagine su un pericoloso criminale. Il gruppo si reca alla fabbrica del criminale per raccogliere prove, ma finiscono per essere coinvolti in una situazione pericolosa. Alla fine, Selene dà alla luce il bambino in una stanza sicura della fabbrica, mentre i soccorritori li raggiungono e Alan è temporaneamente sconfitto. Il film si conclude con la celebrazione del matrimonio di Gus e Selene, mentre il gruppo si prepara a affrontare il futuro insieme.

## Cast
- James Roday: Shawn Spencer
- Dulé Hill: Burton "Gus" Guster
- Timothy Omundson: Carlton Lassiter
- Maggie Lawson: Juliet O'Hara
- Kirsten Nelson: Karen Vick
- Corbin Bernsen: Henry Spencer
- Joel McHale: Il padre di Lassiter
- Kurt Fuller: Woody Strode
- Jazmyn Simon:  Selene Gilmore
- Jimmi Simpson: Mary Lightly
- Sarah Chalke: Infermiera Dolores
- Allison Miller: Maisie
- Kadeem Hardison: Wilkerson
- Christopher Heyerdahl: Ova
- Richard Schiff: Dr. Emile Herschel
- Sage Brocklebank: Buzz McNab
- Kristy Swanson: Marlowe Lassiter